# 中国俄罗斯族
俄罗斯族（俄语：Русские в Китае，中国民族名称罗马字母拼写国家标准：）是中华人民共和国政府認定的55個少数民族之一。族群主要源于晚清和民国时期移民中国的俄罗斯人。1935年起，新疆省的中国籍俄罗斯人的少数民族地位正式获得政府承认:62，与其他欧洲裔归化民众统称为归化族，自称为俄罗斯族，是为新疆的十三个民族之一:46。中华人民共和国建立后的1953年，中华人民共和国政府进行第一次全国人口普查时，以俄罗斯族的称呼正式取代归化族，沿用至今:62。
1944年时，新疆省有俄罗斯人19,392人，主要聚居在中苏边境的新疆北部伊犁、塔城、阿勒泰三地:46。1945、1946年，苏联政府給予在中国的俄罗斯人的苏联国籍。中华人民共和国建立的1950年代，包括俄罗斯人（族）在内，数十万苏联侨民移居苏联和别国。其后，遗留中国的俄罗斯族仅保有中国国籍。目前散居在新疆维吾尔自治区北部的伊犁、塔城、阿勒泰和乌鲁木齐等地，也有部份散居在黑龙江省和内蒙古自治区东部等地，通用俄语和汉语。根据2010年的第六次全国人口普查数据，俄罗斯族约有15,393人。历经时代变迁，和大范围、长期跨族通婚，族群血统已经由俄罗斯人转变为华俄混血:8:62－63。根据2020年的第七次全国人口普查数据，俄罗斯族约有16136人。

## 歷史
俄罗斯人移居中国的历史纪录可追溯至元代，《元史》记“俄罗斯”为“斡罗思”。但在元大都（今北京市）生活的俄罗斯人族群没有延续下来，而是融入汉族或蒙古族:60。
研究者将俄罗斯人移居中国的群体大致分为四部分：一、17世纪末至19世纪末，迁居中国的俄国人。最早是1680年代雅克萨之战中被俘的俄国军人，编進满洲八旗的镶黄旗（俄羅斯佐領）。1727年中俄签订《恰克图条约》后，俄罗斯人开始大量移居中国。二、18世纪末至19世纪初，信仰东正教旧教的俄罗斯人，为逃避宗教迫害移居新疆，他们被称为吉尔加克人。第三、19世纪移居中国的俄罗斯人。第四、十月革命后至1930年代移民中国的苏俄（苏联）俄罗斯人:8。以19世纪和俄国十月革命前后的移民中国的人数最多。那时俄国政局动荡，许多俄罗斯低階贵族和贫民涌入中国境内避难，从此定居，即所谓白俄。十月革命后，从俄屬中亞境内奔赴新疆的军民络绎不绝，其中尚有波兰、芬兰和德意志人等。
今新疆和俄羅斯之間只有一條長約48公里阿爾泰山脈的邊界線接壤，而且其中更沒有陸路可以穿梭兩地，但是新疆卻是俄羅斯族的主要聚居地，原因是沙俄時期和蘇聯時期的俄羅斯領土包括了今日的哈薩克和吉爾吉斯等中亞國家，當時與新疆之間有一條長達2600公里邊界的陸地接壤；加上地理上也比起中國東北更加接近俄羅斯人人口較多的聚居地，所以當時的俄羅斯人一般會以新疆作為進入中國的首站，而非擁有與俄羅斯一河之隔、邊界長達2000公里的黑龍江省。此外，今定居于新疆俄罗斯族主要来源于1930年代大清洗时期，受到政治迫害通过新疆回国的华侨和一同归国的苏联籍（俄罗斯人）妻子的后代:46:61。
与新疆俄罗斯族类似，中国东北地区（黑龙江省和内蒙古自治区东部）俄罗斯族来源于华俄通婚后裔。中华人民共和国建立之初，他们的民族成分申报为汉族，1980年代以后，经过申请民族成份恢復为俄罗斯族:62－63。在对黑龙江省俄罗斯族的研究中，其俄罗斯血统亦多来源于女性祖先：一是，1930年代为摆脱苏联自然灾影响与中国黑龙江中上游沿江农民通婚的苏联籍（俄罗斯人）女性的后代；二是，中东路事件后苏联归国华侨与苏联籍（俄罗斯人）配偶的后代:8。

### 清朝
顺治和康熙初年，即有沙皇俄国士兵被清朝俘虏。一般认为1680年代雅克萨之战中被俘的俄国军人是为最早的一批移居中国、并延续至今的俄罗斯人:8:60。此批俘虏共计三批、九十九人。大部分俘虏被送往北京，编入满洲镶黄旗第四参领第十七佐领（俗称俄罗斯佐领），驻地在东直门内的胡家园胡同，即今俄罗斯驻中国大使馆所在地:60。今北京的、约200余名罗、何、姚、田、贺五姓俄罗斯族人，即他们的后裔。由于来自于雅克萨（俄文名阿尔巴津），他们又被称为阿尔巴津人。
信仰东正教旧教的俄罗斯人在19世纪开始移居新疆，他们被称为吉尔加克人。道光十年（1830年），吉尔加克人派代表向新疆阿勒泰地区的哈萨克台吉喀喇乌斯满请求移居当地避难，被准定居于布尔津的两个地方。后有少数人移居塔城、伊犁:60。
在19世纪俄罗斯帝国持续入侵中亚的背景下，以商业活动所带来的利益驱动，大量的俄罗斯帝国民众开始移居新疆。1877年，左宗棠收复新疆时，有评价指尽管左宗棠取得军事胜利，“但俄国早就在经济上控制新疆了”。这种控制正是通过移居新疆的俄罗斯人实现的。到20世纪，新疆北部的伊犁、塔城等地已现俄罗斯化现象，通行俄语、俄文，使用俄制度量衡等。至十月革命前，新疆已形成以经商为主、包括俄罗斯人在内的俄籍侨民阶层。研究者指出，值得注意的是，包括塔塔尔族、乌孜别克族、吉尔吉斯族等中亚穆斯林族群，以及归化俄籍的中国人在内，均被史料称作“俄国商民”、“俄籍侨民”。其中，真正的俄罗斯人不多，大部实是源自中亚各民族的俄籍穆斯林。两者的确切数据无从得知。此类俄国侨民从法理上，确不是中国人:44－45。

### 中华民国大陆时期
在杨增新统治新疆时期，在新疆的俄国人主要分为3种：
1. 一些难民已经加入了中国国籍，他们被称为“归化人”，必须申请归化和志愿证书（杨下令各地官员为他们分配土地，发给他们牲畜和种子）；
2. 有些加入了後來成立的苏联国籍；
3. 有些則拒绝加入任何国籍。

1928年，金树仁上台后，加强了对俄罗斯人的监管，禁止他们自由迁徙和贸易。据新疆公报记载，1930年至1931年，共有207名归化的俄国人去了乌鲁木齐，288人去了塔城。
1934年，新疆第一次民众代表大会召开，归化的俄罗斯人以“归化族”之名出席。1935年，新疆第二次民众代表大会召开，对新疆各民族的划分和称谓做出具体规定。归化的俄罗斯人与其他欧洲裔:47被正式的以“归化族”之名，列为新疆的十三个民族之一:62。
1944年，新疆省警务处统计，19392人:47。

#### 归化军的形成
1931年，哈密暴动爆发。新疆省政府军被马仲英的军队打败。金树仁下令张培元来组建归化军队。应征入伍的俄国人被編为第一骑兵团，团长为Mogutnov。后来骑兵团扩充成为两部，指挥官分别是安东诺夫和Bapingut。张培元指挥归化军和省政府军，最终打败马家军、收复了振西，并开始围攻哈密。
1932年，Makhsut领导吐鲁番农民发动叛乱，但被归化军镇压。
1933年，临近中国农历新年前夕，新疆首府乌鲁木齐受到马世民军队的围攻（乌鲁木齐之战）；金树仁组建第二归化骑兵团，將之击退。

#### 盛世才统治下的归化陆军
归化的俄军士兵们不满欠饷。几个反对金树仁的人说服Pappengut和安东诺夫发动政变，并占领了城防司令部。4月12日傍晚，金树仁逃到郊外。當晚，他们成立了临时治安维持委员会，并派出联络员联系盛世才。当晚，金的军队雖然回击，有70多名俄人战死，但金最终仍被打败，不得不下野、放弃省府迪化。
马仲英听到新疆发生政变的消息，率领大军及时赶到新疆，并派遣手下马和英赶往阿勒泰。1933年5月，俄罗斯和哈萨克农民武装起来抵抗马家军，但被迫撤离。盛派俄籍上校Helovsky率军支援，两天后击败马仲英。1933年6月，盛世才与马仲英在紫泥泉展开决战，马家军败退到吐鲁番。
张培元之后投奔马仲英的部队。张马联军在乌鲁木齐一战（1933-34）几乎打败了盛世才。但此際，苏联出兵新疆干预戰局，苏军支持新疆省政府军和白俄军队。最后形成马仲英控制新疆南部，而政府军控制新疆北部的局面。
1934年夏，战事暂息，盛世才撤回了白俄军的指挥部。后选拔500名俄国军人组建第6骑兵团拱卫乌鲁木齐。1937年，这支骑兵和苏联红军最终在新疆的伊斯兰叛乱（1937年）中击败了马虎山的部队。后来盛解散这支军队，所有的归化士兵成为一般居民。1944年的伊宁事变中，白俄军队又一次站在苏联一边。

### 中华人民共和国
1953年，第一次全国人口普查时，包括俄罗斯族在内，自报族称有四百余种。俄罗斯族成为被政府确认的38个族称之一。有作者指出，原有的归化族一名是认为有“侮蔑性”而被新政府取消。当时，新疆省之外并无俄罗斯族:62。在1950年代，包括俄罗斯人（族）在内，数十万苏联侨民通过自愿迁移、集体遣返等方式移居苏联和别国。新疆的吉尔加克人大部分移民澳大利亚:61。
1964年，第二次全国人口普查时，新疆维吾尔自治区以外出现申报民族成分为俄罗斯族的情况，但人数极为有限。因为今中国东北地区的俄罗斯族多是华俄通婚后裔，在当时将民族成分申报为汉族。1980年代后至1990年第四次全国人口普查前，东北地区一部分华俄通婚后裔开始将民族成分恢复为俄罗斯族。以内蒙古自治区的额尔古纳右旗（今额尔古纳市）为例，1966年时有俄罗斯族3人。1982年第三次全国人口普查时为2人。1990年第四次全国人口普查时攀升至2063人。而国家民委、国务院第四次全国人口普查领导小组和公安部三部门在1989年、1990年相继做出相关规定，停止将民族成分为汉族的华俄混血儿改为俄罗斯族。此后，华俄混血儿将民族成分由汉族改为俄罗斯族的申请未再获得政府批准:62－63。
1978年改革开放后，中国普通民众移居外国更为普遍。与吉尔加克人类似，包括无国籍的俄罗斯人在内，在1978年至1990年之间，新疆一部分的俄罗斯族人和其亲属选择以投亲靠友方式移民澳大利亚:61。2013年报道指，在澳大利亚的新疆人约三万人（无准确的单独统计），多为来自新疆乌鲁木齐、伊犁、塔城等地的俄罗斯族人和其亲属。

## 文化习俗
俄罗斯族的生活习惯由母系维持，传统烹饪和持家的方法沿用俄罗斯人的习惯，吃的食物也与居住地的其他民族不同，有俄式的糕点、羅宋湯、果酱等，制作方法多由母亲传授给女儿。
与俄罗斯人类似，中国俄罗斯族亦深受東正教（正教會）文化影响。在对内蒙古自治区额尔古纳市室韦俄罗斯族民族乡的研究中，当地俄罗斯族聚居的恩和村虽没有东正教的“教堂和宗教组织，没有人宣讲教义，信徒也不读圣经”，但村民在长期生活中仍保留了“外层的（东正教）宗教行为文化和宗教物质文化”。會在家中供奉聖像畫，墓地的装饰也为俄式风格，會豎立東正教八端十字架。同时由于额尔古纳市为汉族聚居地，以及俄罗斯族多为华俄通婚后代的缘故，故受到汉族文化的影响:168、169。在新疆的俄罗斯族中也有一些穆斯林（主要是和维吾尔族通婚而改宗）。还有极少数俄罗斯族信奉佛教等。

## 人口分布
| 地区       | 总人口        | 俄罗斯族 | 占俄罗斯族 人口比例（%） | 占地区 少数民族 人口比例（%） | 占地区 人口比例（%） |
| 合计       | 1,245,110,826 | 15,631   | 100                      | 0.0148                        | 0.00126              |
| 31省份合计 | 1,242,612,226 | 15,609   | 99.86                    | 0.0148                        | 0.00126              |
| 西北地区   | 89,258,221    | 9,128    | 58.40                    | 0.0523                        | 0.01023              |
| 华北地区   | 145,896,933   | 5,406    | 34.59                    | 0.0620                        | 0.00371              |
| 东北地区   | 104,864,179   | 479      | 3.06                     | 0.0044                        | 0.00046              |
| 华东地区   | 358,849,244   | 271      | 1.73                     | 0.0108                        | 0.00008              |
| 中南地区   | 350,658,477   | 182      | 1.16                     | 0.0006                        | 0.00005              |
| 西南地区   | 193,085,172   | 143      | 0.91                     | 0.0004                        | 0.00007              |
| 新疆       | 18,459,511    | 8,935    | 57.16                    | 0.0815                        | 0.04840              |
| 内蒙古     | 23,323,347    | 5,020    | 32.12                    | 0.1033                        | 0.02152              |
| 黑龙江     | 36,237,576    | 265      | 1.70                     | 0.0150                        | 0.00073              |
| 北京       | 13,569,194    | 216      | 1.38                     | 0.0369                        | 0.00159              |
| 辽宁       | 41,824,412    | 150      | 0.96                     | 0.0022                        | 0.00036              |
| 河北       | 66,684,419    | 102      | 0.65                     | 0.0035                        | 0.00015              |
| 上海       | 16,407,734    | 76       | 0.49                     | 0.0732                        | 0.00046              |
| 陕西       | 35,365,072    | 69       | 0.44                     | 0.0391                        | 0.00020              |
| 山东       | 89,971,789    | 68       | 0.44                     | 0.0108                        | 0.00008              |
| 江苏       | 73,043,577    | 67       | 0.43                     | 0.0258                        | 0.00009              |
| 吉林       | 26,802,191    | 64       | 0.41                     | 0.0026                        | 0.00024              |
| 天津       | 9,848,731     | 60       | 0.38                     | 0.0225                        | 0.00061              |
| 甘肃       | 25,124,282    | 55       | 0.35                     | 0.0025                        | 0.00022              |
| 河南       | 91,236,854    | 54       | 0.35                     | 0.0047                        | 0.00006              |
| 广东       | 85,225,007    | 50       | 0.32                     | 0.0039                        | 0.00006              |
| 四川       | 82,348,296    | 48       | 0.31                     | 0.0012                        | 0.00006              |
| 青海       | 4,822,963     | 48       | 0.31                     | 0.0022                        | 0.00100              |
| 云南       | 42,360,089    | 32       | 0.20                     | 0.0002                        | 0.00008              |
| 贵州       | 35,247,695    | 31       | 0.20                     | 0.0002                        | 0.00009              |
| 湖北       | 59,508,870    | 26       | 0.17                     | 0.0010                        | 0.00004              |
| 湖南       | 63,274,173    | 25       | 0.16                     | 0.0004                        | 0.00004              |
| 安徽       | 58,999,948    | 22       | 0.14                     | 0.0055                        | 0.00004              |
| 浙江       | 45,930,651    | 21       | 0.13                     | 0.0053                        | 0.00005              |
| 宁夏       | 5,486,393     | 21       | 0.13                     | 0.0011                        | 0.00038              |
| 西藏       | 2,616,329     | 20       | 0.13                     | 0.0008                        | 0.00076              |
| 海南       | 7,559,035     | 14       | 0.09                     | 0.0011                        | 0.00019              |
| 福建       | 34,097,947    | 13       | 0.08                     | 0.0022                        | 0.00004              |
| 广西       | 43,854,538    | 13       | 0.08                     | 0.0001                        | 0.00003              |
| 重庆       | 30,512,763    | 12       | 0.08                     | 0.0006                        | 0.00004              |
| 山西       | 32,471,242    | 8        | 0.05                     | 0.0078                        | 0.00002              |
| 江西       | 40,397,598    | 4        | 0.03                     | 0.0032                        | 0.00001              |
| 现役军人   | 2,498,600     | 22       | 0.14                     | 0.0197                        | 0.00088              |